# Edouard Montet
Edouard Louis Montet (* 12. Juni 1856 in Lyon; † 21. Februar 1934 in Genf) war ein französisch-schweizerischer Geistlicher und Hochschullehrer.

## Leben

### Familie
Edouard Montet war der Sohn von Mazel Montet (* um 1835) und dessen Ehefrau Madeleine-Eugénie (geb. Randon) (* um 1838); sein Bruder war der Pastor Emile Ferdinand Montet (* 9. August 1851 in Lyon; † 24. Dezember 1927).
1880 heiratete er Nathalie (* um 1860), Tochter von Auguste-André Dimier (1824–1891).
1882 erhielt er das Schweizer Bürgerrecht in Genf.

### Werdegang
Edouard Montet begann 1874 ein Theologiestudium an der Universität Genf, dass er an der Universität Berlin, der Universität Heidelberg und der Universität Paris fortsetzte und 1880 mit seiner Dissertation De recentissimis disputationibus de Ioelis Aetate beendete.
1881 wurde er Hilfspfarrer in Genf und erhielt 1882 eine Anstellung als Privatdozent an der Universität Genf; 1883 promovierte er zum Dr. theol.
1885 folgte er dem verstorbenen Louis Segond und wurde als ordentlicher Professor für Hebräisch, orientalische Sprachen und Altes Testament an die Genfer Universität berufen, dort  lehrte er von 1894 bis 1923 auch arabische Sprache; in dieser Zeit war er 1908 Vize-Rektor und von 1910 bis 1912 Rektor der Universität. Er blieb bis zu seinem Tod in dem Lehramt.
1892 hielt er sich aus gesundheitlichen Gründen für mehrere Monate in Brasilien auf.

### Geistliches und berufliches Wirken
Edouard Montet war der Verfasser zahlreicher Werke zur Geschichte der Bibel, des Judentums, des Christentums und des Islams. 1925 publizierte er eine französische Übersetzung des Korans, die mehrmals neu aufgelegt wurde.  
1887 wurde er, als Nachfolger des zurückgetretenen Bernard Bouvier zum Mitglied der Kommission für Öffentliche Bibliotheken ernannt.
1909 gehörte er dem Komitee an, dass die Feierlichkeiten für die Grundsteinlegung des Genfer Reformationsdenkmals plante.
Während des Ersten Weltkriegs wurde er durch die französische Regierung gebeten, sich um die muslimischen französischen Soldaten zu kümmern, die in der Schweiz interniert waren (siehe auch Schweiz im Ersten Weltkrieg#Humanitäre Aktionen).
Er wurde aufgrund seiner umfangreichen Kenntnisse der arabischen Welt von der französischen Regierung in offizieller Mission nach Nordafrika geschickt.

## Mitgliedschaften
Edouard Montet war Korrespondierendes Mitglied der Königlichen Akademie der Wissenschaften von Madrid (Real Academia de Ciencias Morales y Políticas).

## Ehrungen und Auszeichnungen
1912 ernannte die Universität Athen Edouard Montet zum Ehrendoktor.

## Schriften (Auswahl)
- De recentissimis disputationibus de Ioelis Aetate. Genf 1880.
- La légende d’Irénée et l’introduction du Christianisme à Lyon. Genf 1880.
- Essai sur les origines des partis saducéen et pharisien. Paris 1883.
- Histoire littéraire des Vaudois de Piémont. Paris, 1885.
- La Noble leçon. Paris 1888.
- Aperçu des progrès accomplis depuis 1886 dans le champ des études orientales. London 1891.
- Religion et superstition dans l’Amérique du Sud. 1895.
- Brésil et Argentine. 1897.
- Le culte des saints musulmans dans l’Afrique du Nord. Genf 1909.
- De l’état présent et de l’avenir de l’Islam: 6 conf., faites au Collège de France en 1910. 1911.
- Tantaran’ny zanak’ Israely araka nyvoalazan’ny testamenta taloha. 1914
- Études orientales et religieuses. 1917.
- Histoire de la Bible. 1924.
- Le Coran. 1925.
- Histoire du peuple d’Israël. 1926.
- Le Conte dans l’Orient musulman: étude littéraire et critique sur les Mille et une Nuits et sur quelques contes des autres recueils du méme genre suivie d’un choix de pièces justificatives. Paris; Genève: Librairie Ernest Leroux, 1930.
- Histoire de Sindbad le marin. 1930.
- Choix de proverbes, dictons, maximes et pensées de l’Islam. 1933.